# All About Eve
All About Eve war eine englische Indie-Rock-Band, die in den späten 1980er und frühen 1990er Jahren in ihrer Heimat erfolgreich war.

## Bandgeschichte
Ausgangspunkt der Band war die Musikjournalistin Julianne Regan aus Coventry. Bei einem Interview für das Magazin Zig-Zag kam die Verbindung mit der Band Gene Loves Jezebel zustande. Dort stieg sie als Bassistin ein. Schließlich bekam sie Ambitionen als Sängerin und war unter anderem Backgroundsängerin bei The Mission. Die ermutigten sie, eine eigene Band zu gründen. Zuerst versuchte sie es mit der Schlagzeugerin Manuela Zwingman unter dem Namen Swarm, bevor sie sich mit Gitarrist Tim Bricheno und Bassist Andy Cousin zusammentat, die zuvor bei Aemotti Crii spielten. Zusammen mit dem Schlagzeuger Mark Price gründeten sie All About Eve.
The Mission förderten sie, indem sie sie regelmäßig als Vorband engagierten. Beim Indie-Label Eden veröffentlichten sie erste Singles. Als sie mit Songs wie Flowers in Our Hair und In the Clouds in die britischen Charts kamen, wurden sie 1987 von Mercury Records unter Vertrag genommen. Im Jahr darauf erschien dort ihr Debütalbum mit dem Bandnamen als Titel, mit dem sie in die Top 10 kamen. Das Album blieb ein halbes Jahr in den Charts und wurde mit Gold ausgezeichnet. Mehrere Lieder des Albums kamen in die Top 40 der Singlecharts, der größte Hit war Martha’s Harbour, der Platz 10 erreichte. Produziert worden war das Album von Paul Samwell-Smith, Gründungsmitglied der Yardbirds, der ihre ursprünglich im Gothic Rock von The Mission und Siouxsie Sioux liegenden Wurzeln in Richtung Alternative Rock und Pop weiterentwickelte. Samwell-Smith produzierte auch das Nachfolgealbum Scarlet and Other Stories, das im Herbst 1989 erschien und ebenso erfolgreich war wie das Debüt. Erneut gab es eine Top-10-Platzierung und Gold sowie mehrere Top-40-Hits.
Während dieser Zeit hatte sich eine persönliche Beziehung zwischen Regan und Bricheno entwickelt und als diese in die Brüche ging, verließ der Gitarrist die Band. Er ging später zu den Sisters of Mercy. Marty Willson-Piper von The Church ersetzte ihn. Mit der Umbesetzung änderte sich auch die musikalische Ausrichtung der Band. Dem sich ändernden Musikgeschmack folgend ließen sie die Gothic-Musik hinter sich und entwickelten sich zu einer Indie-Gitarrenpop-Band. Ihr drittes Album Touched by Jesus wurde von Warne Livesey produziert und erschien 1991. Trotz der Modernisierung blieb der Erfolg aber hinter dem der Anfänge zurück.
Nachdem die Band mit der Neuausrichtung nicht zufrieden war, vollzogen All About Eve erneut einen Wandel, diesmal hin zu Shoegaze und Dream Pop. Da es zu Unstimmigkeiten mit dem Label gekommen war, erschien das vierte Album Ultraviolet 1992 bei MCA. Allerdings folgten ihnen die Fans nicht länger und so verpassten sowohl das Album als auch die einzige Chartsingle Some Finer Day die Top 40. Daraufhin löste sich die Band wenig später auf.
In den Jahren danach widmeten sich die Mitglieder verschiedenen Projekten, Julianne Regan gründete beispielsweise das Projekt Mice, war Teil des Duos Jules et Jim und sang bei der Fairport Convention. Als Wayne Hussey 1999 die zwischenzeitlich ebenfalls aufgelöste Band The Mission wieder ins Leben rief, fragte er an, ob sie sie erneut auf Tour begleiten würden. Daraufhin kamen auch All About Eve wieder zusammen und waren in den folgenden Jahren vor allem als Liveband tätig. Sie veröffentlichten eine Reihe von Livealben. Auch die Besetzung wechselte und beim fünften Studioalbum Cinemasonic waren nur noch Julianne Regan und Andy Cousin von der ursprünglichen Besetzung übrig. Unter anderem gehörte zeitweise Schlagzeuger Mark Price zur Band, der später bei Right Said Fred und Del Amitri spielte. Mit dem Song Let Me Go Home hatten sie 2004 einen letzten Charthit. Noch im selben Jahr zerstritten sich auch die verbliebenen beiden Mitglieder und lösten die Band erneut auf.

## Diskografie

### Alben
| Jahr | Titel                     | Höchstplatzierung, Gesamtwochen, AuszeichnungChartsChartplatzierungen (Jahr, Titel, Platzierungen, Wochen, Auszeichnungen, Anmerkungen) | Anmerkungen |
| Jahr | Titel                     | UK | Anmerkungen |
| ---- | ------------------------- | --- | ----------- |
| 1988 | All About Eve             | UK7 Gold · (29 Wo.)UK |             |
| 1989 | Scarlet and Other Stories | UK9 Gold · (4 Wo.)UK |             |
| 1991 | Touched by Jesus          | UK17 (3 Wo.)UK |             |
| 1992 | Ultraviolet               | UK46 (1 Wo.)UK |             |

Weitere Alben
- Live at Brixton Academy (1989)
- Taken from Ultraviolet (1992)
- BBC Radio One: Live in Concert (1993, aufgenommen 1989 beim Glastonbury Festival)
- Fairy Light Nights: Live Acoustic (2000)
- Live at Union Chapel (2001)
- Unplugged (2001)
- Fairy Light Nights, Vol. 2 [live] (2001)
- Live and Electric at Union Chapel (2002)
- Iceland (2002)
- Live at Brixton (2003)
- Cinemasonic (2003)
- Acoustic Nights (2003)

### Singles
| Jahr | Titel Album                                 | Höchstplatzierung, Gesamtwochen, AuszeichnungChartsChartplatzierungen (Jahr, Titel, Album, Platzierungen, Wochen, Auszeichnungen, Anmerkungen) | Anmerkungen |
| Jahr | Titel Album                                 | UK | Anmerkungen |
| ---- | ------------------------------------------- | --- | ----------- |
| 1987 | Our Summer                                  | UK87 (2 Wo.)UK |             |
| 1987 | Flowers in Our Hair All About Eve           | UK81 (4 Wo.)UK |             |
| 1987 | In the Clouds All About Eve                 | UK47 (5 Wo.)UK |             |
| 1988 | Wild Hearted Woman All About Eve            | UK33 (4 Wo.)UK |             |
| 1988 | Every Angel All About Eve                   | UK30 (5 Wo.)UK |             |
| 1988 | Martha’s Harbour All About Eve              | UK10 (8 Wo.)UK |             |
| 1988 | What Kind of Fool All About Eve             | UK29 (4 Wo.)UK |             |
| 1989 | Road to Your Soul Scarlet and Other Stories | UK37 (4 Wo.)UK |             |
| 1989 | December Scarlet and Other Stories          | UK34 (6 Wo.)UK |             |
| 1990 | Scarlet Scarlet and Other Stories           | UK34 (3 Wo.)UK |             |
| 1991 | Farewell Mr Sorrow Touched by Jesus         | UK36 (2 Wo.)UK |             |
| 1991 | Strange Way Touched by Jesus                | UK36 (2 Wo.)UK |             |
| 1991 | The Dreamer Touched by Jesus                | UK41 (2 Wo.)UK |             |
| 1992 | Phased (EP)                                 | UK38 (2 Wo.)UK |             |
| 1992 | Some Finer Day Ultraviolet                  | UK57 (1 Wo.)UK |             |
| 2004 | Let Me Go Home                              | UK52 (1 Wo.)UK |             |